# The Hunted
The Hunted is een Amerikaanse actiefilm uit 2003 onder regie van William Friedkin.

## Verhaal
De voormalig militair overlevingsexpert L.T. Bonham moet samen met FBI-agente Durrell de getrainde huurmoordenaar Hallam oppakken. Hallam is doorgeslagen en vermoordt in een natuurreservaat meerdere jagers. Hij weet de twee steeds één stap voor te blijven.

## Rolverdeling
| Acteur              | Personage       |
| ------------------- | --------------- |
| Tommy Lee Jones     | L.T. Bonham     |
| Benicio del Toro    | Aaron Hallam    |
| Connie Nielsen      | Abby Durrell    |
| Leslie Stefanson    | Irene Kravitz   |
| John Finn           | Ted Chenoweth   |
| José Zúñiga         | Bobby Moret     |
| Ron Canada          | Harry Van Zandt |
| Mark Pellegrino     | Dale Hewitt     |
| Jenna Boyd          | Loretta Kravitz |
| Aaron DeCone        | Stokes          |
| Carrick O'Quinn     | Kohler          |
| Lonny Chapman       | Zander          |
| Rex Linn            | Powell          |
| Eddie Velez         | Richards        |
| Alexander MacKenzie | Sheriff         |